# Okurka setá
Okurka setá (Cucumis sativus) je rostlina z čeledi tykvovité. Pochází z vlhkých a teplých krajů Indie a Číny. Její tmavě zelený plod je nazýván okurka. Nářečně se též říká okurek, oharek nebo ogurka.

## Vzhled
Květ: Okurky vytváří 2 až 4 centimetry velké, sytě žluté květy. Jsou jednopohlavní, přičemž samčí vyrůstají jednotlivě nebo po dvou, samičí někdy také jednotlivě, častěji však v chudokvětých svaze
Barva květu: žlutá/zlatá
Nároky na půdu: humózní, lehká, hlinitá, výživná

## Průměrný obsah vitaminů a minerálních látek
Ze 100 g okurky získá lidské tělo 8 mg vitamínu C. Okurky jsou také bohaté na minerální látky, jinak z 90–96 % obsahují vodu.

## Léčebné účinky
Jejich kladem je, že obsahují značné množství draslíku, takže dokáží zcela přirozeným způsobem odvodňovat organismus. Jsou velmi vhodnou zeleninou pro osoby trpící dnou nebo revmatismem. Dobře působí na krevní oběh. Navíc okurky jsou nízkoenergetické, což lze využít při léčbě obezity.

## Nežádoucí účinky
Nejsou vhodné při nemocech ledvin, žaludku, srdce a cév.

## Použití
Nejčastější úpravou je zavaření ve slaném nebo sladkokyselém nálevu. Mezi další časté použití patří okurkový salát. Lze je však i upravovat tepelně, získáme tak rychlý, chutný a lehký letní pokrm.
Dále se okurky využívají také v kosmetice jako součást pleťových masek.

## Pěstování ve světě
V roce 2007 bylo celosvětově vypěstováno asi 44 milionů tun okurek. Rozdělení produkce podle států:
- Čína, přibližně 28 mil. tun
- Írán, 1,72 mil. tun
- Turecko, 1,67 mil. tun
- Rusko, 1,38 mil. tun
- USA, 0,92 mil. tun

V rámci EU jsou největšími pěstiteli Španělsko a Polsko, obě země s produkcí 0,51 milionů tun, následované Nizozemskem s 0,43 mil. tun. V Německu bylo v roce 2007 vypěstováno asi 0,24 milionů tun, v Rakousku asi 38 000 t a ve Švýcarsku „pouze“ 8400 tun okurek.
V roce 2012 bylo v České republice vypěstováno 7175 tun okurek.

## Galerie

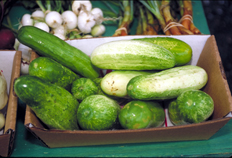
Plody okurky
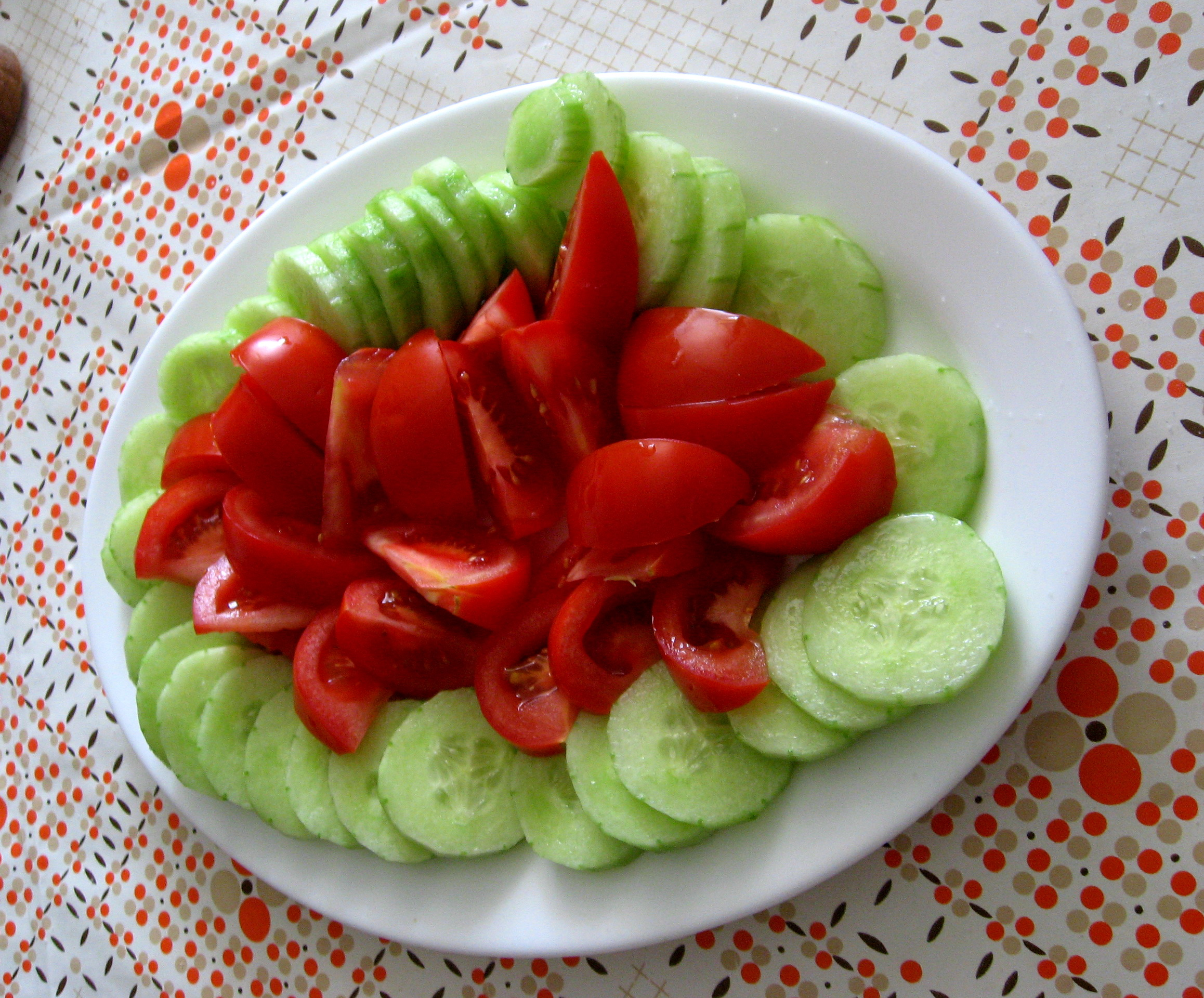
Nakrájená okurka a rajčata na přípravu salátu

## Odrůdy
Seznam odrůd okurek zapsaných ve Státní odrůdové knize ke dni 15. června 2017:
okurky nakládačky – 52 odrůd:
- 1. Admira 256,1449 - - 1993 H
- 2. Alhambra 1495 - - 2010 H
- 3. Alice 1495 - - 2010 H
- 4. Aloe 1495 - - 2010 H
- 5. Altaj 1495 - - 2002 H
- 6. Amelia 1495 - - 2013 H
- 7. Anya 239 - - 2016 H
- 8. Aurea 1449 - - 2012 H
- 9. Bára 239 - - 2004 H
- 10. Berta 239 - - 2013 H
- 11. Blanka 239 - - 1996 H
- 12. Bodina 1191 - - 2008 H
- 13. Bohdana 1449 - - 2000 H
- 14. Bohemia 239 - - 2006 H
- 15. Corveta 1495 - - 2008 H
- 16. Dafne 239 - - 2015 H
- 17. Dalila 1495 - - 2001 H
- 18. Ela 1495 - - 2000 H
- 19. Elisabet 239 - - 2001 H
- 20. Everest 1495 - - 2002 H
- 21. Fantasy 1495 - - 2007 H
- 22. Fatima 239,256,1449 - - 1993 H
- 23. Harriet 239 - - 2008 H
- 24. Chantal 239 - - 2007 H
- 25. Charlotte 239 - - 1998 H
- 26. Iwonna 239 - - 2010 H
- 27. Jitka 1449 - - 2001 H
- 28. Kaiman 1191 - - 2014 H
- 29. Karen 1495 - - 2008 H
- 30. Karlos 1495 - - 2011 H
- 31. Karolina 1449 - - 2008 H
- 32. Lada 1449 - - 2001 H
- 33. Marieta 1495 - - 2010 H
- 34. Milena 1449 - - 2002 H
- 35. Mira 1495 - - 1998 H
- 36. Nora 239 - - 1989 H
- 37. Orfeus 1495 - - 2004 H
- 38. Ornello 239 - - 1998 H
- 39. Othello 1495 - - 1994 H
- 40. Partner 1495 - - 2003 H
- 41. Polan 1187,1468 - - 2012 H
- 42. Regina 239,256,1449 - - 1991 H
- 43. Santana 1495 - - 1989 H
- 44. Sonada 239 - - 2007 H
- 45. Śremski 1187,1468 - - 2013 H
- 46. Svatava 1449 - - 2015 H
- 47. Twigy 1495 - - 2002 H
- 48. Valerie 1495 - - 2016 H
- 49. Viola 1449 - - 2008 H
- 50. Wisconsin SMR 58 1187 - - 2012
- 51. Zsofi 239 - - 2008 H
- 52. Zuzana 1495 - - 2007 H

odrůdy vyšlechtěné pro pěstování za zvláštních podmínek – 1 odrůda:
- 53. Mikor 1187 - - 2014

okurky salátové – 37 odrůd (některé jsou označovány také jako hadovky):
- 54. Aikon 1495 - - 2008 H
- 55. Amanda 239 - - 2009 H
- 56. Avantgarde 239 - - 2012 H
- 57. Baby 239 - - 2002 H
- 58. Emilie 239 - - 2006 H
- 59. Formule 239 - - 2002 H
- 60. Cheer 239 - - 2002 H
- 61. Indio 1441 - 193 2008 H
- 62. Iwa 682 - - 2009
- 63. Jogger 1495 - - 2002 H
- 64. Lili 239 - - 1999 H
- 65. Linda 239,256,1449 - - 1989 H
- 66. Livie 239 - - 1993 H
- 67. Markyza 239 - - 2007 H
- 68. Marta 256,1495 - - 1983 H
- 69. Minisprint 239 - - 1997 H
- 70. Murza 1191 - - 2011 H
- 71. Natalie 1449 - - 2001 H
- 72. Obelix 1495 - - 2003 H
- 73. Ofelie 239 - - 2016 H
- 74. Orca 239 - - 2011 H
- 75. Paladinka 239 - - 1999 H
- 76. Perseus 239 - - 1993 H
- 77. Pindos 1191 - - 2011 H
- 78. Pony 1495 - - 2015 H
- 79. Ramzes 1495 - - 2011 H
- 80. Saladin 1495 - - 1984 H
- 81. Salamanda 1191 - - 2014 H
- 82. Santos 1495 - - 2011 H
- 83. Saturn 1495 - - 2005 H
- 84. Sherpa 1495 - - 2002 H
- 85. Superstar 239 - - 1997 H
- 86. Tolstoj 1495 - - 2008 H
- 87. Tribute 239 - - 2009 H
- 88. Twenty 1495 - - 2008 H
- 89. Viktorie 1449 - - 2005 H
- 90. Vista 239 - - 1997 H